# Fantastic'Arts 1999
Le sixième festival Fantastic'Arts s'est déroulé du 27 au 31 janvier 1999.
Cette édition est la première à utiliser un thème : « Les tueurs psychopathes ». Cette édition marque également l'apparition de colloques.

## Palmarès
| Prix                              | Attribué à | Pays                     |
| --------------------------------- | --- | ------------------------ |
| Grand prix du festival            | Cube de Vincenzo Natali | Canada                   |
| Prix du jury                      | La Sagesse des crocodiles (The Wisdom of Crocodiles) de Po-Chih Leong et La Fiancée de Chucky (Bride of Chucky) de Ronny Yu | Royaume-Uni / États-Unis |
| Prix de la critique               | Cube de Vincenzo Natali | Canada                   |
| Prix du public                    | Cube de Vincenzo Natali | Canada                   |
| Prix vidéo                        | Profiler - La fin de Jack (Profiler - Coronation) de Ian Toynton                                                            | États-Unis               |
| Prix du court métrage fantastique | Opus 66 de Lionel Delplanque                                                                                                |                          |
| Prix du vidéo clip fantastique    | Alarm Call d'Alexander McQueen pour Björk                                                                                   |                          |
| Prix littéraire                   | La Maison Usher ne chutera pas de Pierre Stolze                                                                             |                          |
| Prix du jeu vidéo                 | Zelda (sur Console Nintendo)                                                                                                |                          |

## Films en compétition
- Cube de Vincenzo Natali ( Canada)
- Virus de John Bruno ( États-Unis,  Royaume-Uni,  Allemagne,  Japon,  France)
- La Fiancée de Chucky (Bride of Chucky) de Ronny Yu ( Canada,  États-Unis)
- Ni dieux ni démons (Gods and Monsters) de Bill Condon ( États-Unis,  Royaume-Uni)
- Modern Vampires de Richard Elfman ( États-Unis)
- The Naked Man de J. Todd Anderson ( États-Unis)
- The Storm Riders (風雲雄霸天下, Feng yun xiong ba tian xia) de Andrew Lau ( Hong Kong)
- La Sagesse des crocodiles (The Wisdom of Crocodiles) de Po-Chih Leong ( Royaume-Uni)

### Courts métrages en compétition
- 100 papiers de Gérard Ollivier ( France)
- Le bouton rouge de Marc-Olivier Picron ( France)
- Le cyclope de la mer de Philippe Julien ( France)
- Les plugs de Fred Espinasse ( France)
- Maaz de Christian Volckman ( France)
- Opus 66 de Lionel Delplanque ( France)
- Pantinkruel de Bertrand Dubesset ( France)
- Pension aux oiseaux de Dominique Champetier ( France)
- Un jour de Marie Paccou ( France)
- Un soir de pluie de Christophe Gaillard ( France)

## Films hors compétition
- Le Fantôme de l'Opéra (Il fantasma dell’opera) de Dario Argento ( Italie)
- Jack Frost de Troy Miller ( États-Unis), (séance enfant)
- Psycho de Gus Van Sant ( États-Unis)
- Urban Legend de Jamie Blanks ( États-Unis,  France)
- Astérix et Obélix contre César de Claude Zidi ( France,  Italie,  Allemagne)
- Phantasm 4 : Aux sources de la Terreur (Phantasm IV: Oblivion) de Don Coscarelli ( États-Unis)

### Hommage à John Landis
- Le loup-garou de Londres (An American Werewolf in London) de John Landis ( Royaume-Uni /  États-Unis)
- La Quatrième Dimension (Twilight Zone : The Movie) de John Landis, Steven Spielberg, Joe Dante, George Miller ( États-Unis)
- Innocent Blood de John Landis ( États-Unis)

### Hommage à Robert Englund
- Les Griffes de la Nuit (A Nightmare on Elm Street) de Wes Craven ( États-Unis)
- Le Fantôme de l’Opéra (Phantom of the Opera) de Dwight H. Little ( États-Unis /  Royaume-Uni)
- La presseuse diabolique (The Mangler) de Tobe Hooper ( États-Unis /  Afrique du Sud)
- Freddy sort de la nuit (Wes Craven's New Nightmare : The Real Story) de Wes Craven ( États-Unis)

### Rétrospective Serial Killers
- M le maudit (M) de Fritz Lang ( Allemagne)
- Le Voyeur (Peeping Tom) de Michael Powell ( Royaume-Uni)
- L’étrangleur de Rillington Place (10 Rillington Place) de Richard Fleischer ( Royaume-Uni)
- Henry, portrait d’un serial killer (Henry, Portrait of a Serial Killer) de John McNaughton ( États-Unis)
- Le Silence des Agneaux (Silence of the Lambs) de Jonathan Demme ( États-Unis)
- C'est arrivé près de chez vous de Rémy Belvaux, André Bonzel, Benoît Poelvoorde ( Belgique)

## Inédits vidéo
- Profiler - La fin de Jack (Profiler - Coronation) de Ian Toynton ( États-Unis)
- Shadow Builder de Jamie Dixon ( Canada, États-Unis)
- Je t'ai trop attendue (I've been waiting for you) de Christopher Leitch ( États-Unis)
- Spawn (Todd McFarlane's Spawn) de John Hays ( États-Unis)
- X-Files : Aux frontières du réel - Zone 51 (Dreamland) de Kim Manners et Michael Watkins ( États-Unis)
- Piège dans l'espace (Velocity trap) de Philip J. Roth ( États-Unis)

## Jeux vidéos
- Medievil
- Resident Evil 2
- L'Exode d'Abe
- Half Life
- Grim Fandango
- Zelda 64
- Sanitarium

## Jury

### Jury longs métrages
Président du jury : John Landis
- Philippe Adamov
- Asia Argento
- Romane Bohringer
- Stéphane Bourgoin
- Robert Englund
- Laurent Gerra
- Johnny Hallyday
- Jean-Pierre Jeunet
- Alexandra Vandernoot

### Jury courts métrages
Président du jury : Smaïn
- Alexandra London
- Amélie Pick
- Mathilde Seigner
- Gilbert Melki
- Tom Novembre
- Olivier Sitruk

### Jury clips vidéos
Président du jury : Julien Temple
- Laeticia Hallyday
- Richard Gotainer
- Cheb Mami
- K-Mel

### Jury jeux vidéo
- Laurent Cotillon
- Alexandre Brillant
- Cyril Delavenne
- Damien Granger
- David Oghia
- Thierry Cheze
- Christophe Carrière

## Colloque "Les Psycho-killers"
Invités :
- Stéphane Bourgoin (présenté comme directeur de recherches au Centre International des Sciences Criminelles de Paris)
- Robert D. Keppel (en) (enquêteur criminel en chef au bureau du procureur général de Washington D.C.)
- Thomas Müller (de) (psychologue criminel au ministère fédéral de l'Intérieur d'Autriche)
- Jean-Pierre Bouchard (psychologue et criminologue)
- François Guérif (directeur des Éditions Rivages)